# (6920) Esaki
(6920) Esaki ist ein Asteroid des Hauptgürtels, der am 14. Mai 1993 von den japanischen Amateurastronomen Kin Endate und Kazurō Watanabe am Kitami-Observatorium (IAU-Code 400) auf Hokkaidō entdeckt wurde.
Der Asteroid wurde am 8. August 1998 nach dem japanischen Physiker Leo Esaki (* 1925) benannt, der 1973 zusammen mit Ivar Giaever und Brian D. Josephson den Nobelpreis für Physik erhielt.